# Paropsisterna agricola
Paropsisterna agricola es una especie de escarabajo del género Paropsisterna, familia Chrysomelidae. Fue descrita científicamente por Chapuis en 1877.
Habita en Australia. Esta especie se puede reproducir muy rápidamente y convertirse en una plaga.